# Ripa Teatina
Ripa Teatina é uma comuna italiana da região dos Abruzos, província de Chieti, com cerca de 4.300 habitantes. Estende-se por uma área de 20 km², tendo uma densidade populacional de 191 hab/km². Faz fronteira com Bucchianico, Chieti, Francavilla al Mare, Miglianico, Torrevecchia Teatina, Villamagna.

## Demografia
| Variação demográfica do município entre 1861 e 2011                               |
|                                                                                   |
| Fonte: Istituto Nazionale di Statistica (ISTAT) - Elaboração gráfica da Wikipedia |